# João Cassiano
São João Cassiano (em latim: Jo(h)annes Eremita Cassianus ou Joannus Cassianus ou Joannes Massiliensis; c. 360 - 435) foi um teólogo cristão, do período patrístico, monge de Marselha na atual França. Foi o principal teólogo da controvérsia semipelagiana e fundador do monasticismo ocidental. Reconhecido como um monge cítico e/ou um dos padres do deserto.

## Biografia
Nasceu aproximadamente no ano de 360 possivelmente no Império Romano do Oriente, na Cítia Menor (atualmente Romênia). Ainda jovem ingressou no mosteiro de Belém, na Palestina. Depois ele viajou pelo Egito, visitando vários mosteiros. Num deles, em Constantinopla, foi consagrado diácono por João Crisóstomo, o patriarca de Constantinopla, de quem se tornou amigo. Quando Crisóstomo foi exilado, no ano de 404, João Cassiano foi enviado a Roma para pleitear sua causa diante do papa Inocêncio I.
Posteriormente, Cassiano fundou seu próprio mosteiro, no ano de 410, no estilo egípcio perto de Marselha, na França. Conhecido como Abadia de São Vítor, que foi um dos primeiros mosteiros masculinos, e o de São Salvador, feminino, ambos servindo de modelo para o desenvolvimento do período monástico ocidental. Ele é considerado o fundador do monasticismo ocidental.
No mosteiro de Marselha estudaram vários teólogos relativamente brilhantes, dentre eles se destacam Vicente de Lérins e Fausto de Riez e o local se transformou no principal foco de oposição à teoria monergística, defendida por Agostinho. Os três juntos formaram a base de oposição, especialmente contra a crença na predestinação divina sustentada por Agostinho e seus seguidores.
João Cassiano morreu no ano de 435, seus restos mortais estão na Abadia do Mosteiro de São Vítor em Marselha, na França.

## Obras
As principais obras de Cassiano foram: 
- Da instituição do monasticismo[1] * Discursos espirituais e Da encarnação do Senhor contra Nestório[2].

Ele também escreveu uma série de Conferências  dos diálogos que teve com vários abades dos mosteiros que visitara para tentar, assim demonstrar as falhas e as novidades dos conceitos de Agostinho a respeito da salvação. Ele procurou elaborar uma alternativa ao monergismo, como para o pelagianismo, desenvolvendo um sinergismo católico ortodoxo. A proposta de Cassiano conhecida como semipelagianismo, segundo a igreja ocidental, fracassou, entretanto tornou-se a teologia popular mais aceita por grande parte do catolicismo romano medieval.